# Santa Lucía, Macuspana
Santa Lucía är en ort i Mexiko.   Den ligger i kommunen Macuspana och delstaten Tabasco, i den sydöstra delen av landet, 700 km öster om huvudstaden Mexico City. Santa Lucía ligger 35 meter över havet och antalet invånare är 374.
Terrängen runt Santa Lucía är mycket platt. Runt Santa Lucía är det ganska tätbefolkat, med 67 invånare per kvadratkilometer. Närmaste större samhälle är Macuspana, 9,6 km sydväst om Santa Lucía. Trakten runt Santa Lucía består till största delen av jordbruksmark.